# Shizz Alston
Levan Shawn "Shizz" Alston Jr. (Haverford, Pensilvania, 21 de septiembre de 1996) es un baloncestista estadounidense que pertenece a la plantilla del Hapoel Afula B.C. de la Ligat ha'Al, la primera división israelí. Con 1,93 metros de estatura, juega en la posición de base.

## Trayectoria deportiva

### Universidad
Jugó cuatro temporadas con los Owls de la Universidad de Temple, en las que promedió 12,4 puntos, 3,2 asistencias, 2,6 rebotes y 1,0 robos de balón por partido. En su última temporada se convirtió en el primer jugador de la historia de Temple en anotar al menos un triple en cada uno de los partidos de la temporada. Fue además incluido en el mejor quinteto de la American Athletic Conference.

### Profesional
Tras no ser elegido en el draft de la NBA de 2019, disputó las Ligas de Verano de la NBA con los Indiana Pacers, promediando 8,0 puntos y 2,7 rebotes en los tres partidos en los que intervino. El 19 de octubre de 2019 firmó con los Philadelphia 76ers para cederlo inmediatamente a su filial en la G League, los Delaware Blue Coats. Jugó una temporada en la que promedió 3,7 puntos y 2,9 asistencias por partido.
El 11 de marzo de 2020 firmó con el GTK Gliwice polaco, pero nunca llegó a ser presentado por el club. El 13 de junio se comprometió con el Lavrio B.C. de la A1 Ethniki, la primera división griega.
En la temporada 2021-22, firmó contrato con el Kangoeroes Basket Mechelen de la Pro Basketball League belga.
El 17 de enero de 2023 fichó por el SeaHorses Mikawa de la B.League japonesa.
El 22 de agosto de 2024 firmó con el Vëllaznimi de la Superliga de baloncesto de Kosovo.
El 15 de junio de 2025 fichó por el Hapoel Afula B.C. de la Ligat ha'Al, la primera división israelí.